# Camaleño
Camaleño es un municipio y una localidad situados en el extremo más occidental de la comunidad autónoma de Cantabria (España). Es uno de los siete municipios que forman la comarca de Liébana, donde ocupa el valle de Valdebaró. Limita al norte con los municipios de Cillorigo de Liébana y Cabrales, al sur con Vega de Liébana y Boca de Huérgano, al oeste con Posada de Valdeón y Boca de Huérgano, y al este con Vega de Liébana, Cillorigo de Liébana y Potes. La cabecera municipalRef es la localidad de Camaleño, situada junto al río Deva.
Las principales actividades económicas de Camaleño son la ganadería, la agricultura y también el sector servicios debido a la gran cantidad de visitantes que recibe la zona  gracias a su situación en el parque nacional de los Picos de Europa, a su gastronomía y a su patrimonio artístico, entre otros atractivos. De la actividad ganadera se obtienen los quesucos de Liébana con denominación de origen y para la fabricación de orujo lebaniego se recolecta té del puerto, en los puertos de Áliva (Picos de Europa) a donde se sube en el popular teleférico de Fuente Dé.
Cabe destacar que Camaleño alberga al Monasterio de Santo Toribio de Liébana, uno de los cinco lugares santos de la cristiandad; es decir, es una Ciudad Santa, ya que cobija lo que la tradición católica considera el mayor trozo de la cruz de Jesucristo.
El patrimonio natural, como ya se ha comentado, tiene como gran protagonista a los Picos de Europa, pero el municipio también es recorrido por el río Deva, que nace en dicho macizo montañoso y recolecta las aguas de varios afluentes a su paso por Camaleño.

## Geografía

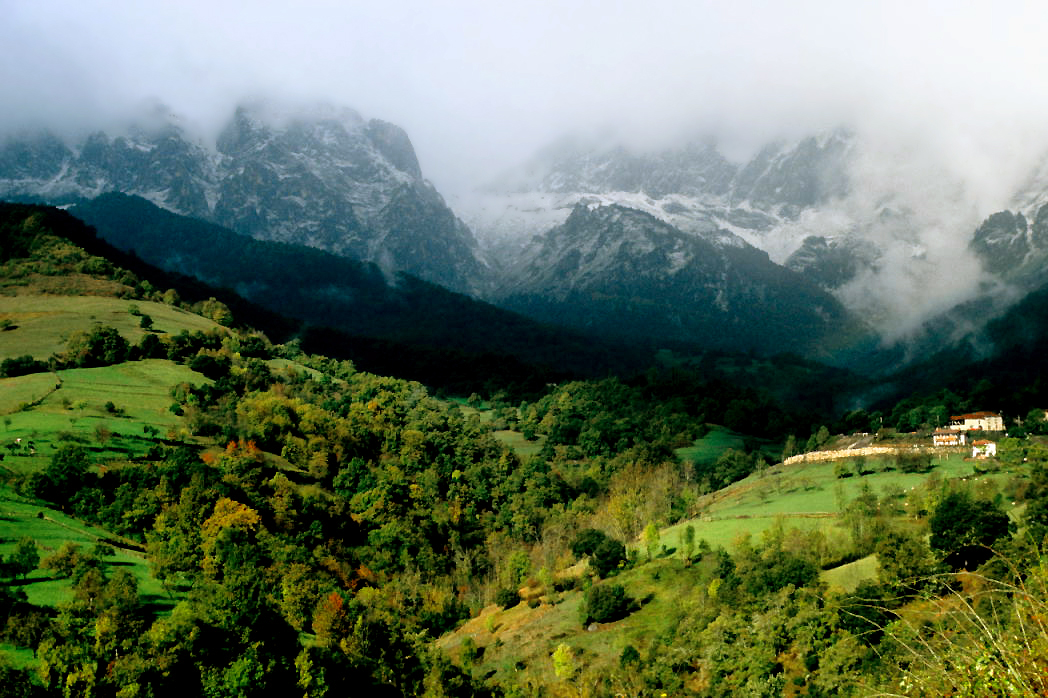
La aldea de Tanarrio, situada en el valle del Belondio

### Clima
El territorio municipal se ubica en la región climática de la Ibéria Verde de clima Europeo Occidental, clasificada también como clima templado húmedo de verano fresco del tipo Cfb según la clasificación climática de Köppen.
Los principales rasgos del municipio a nivel general son unos inviernos suaves y veranos frescos, sin cambios bruscos estacionales. El aire es húmedo con abundante nubosidad y las precipitaciones son frecuentes en todas las estaciones del año, con escasos valores excepcionales a lo largo del año.
La temperatura media de la región ha aumentado en los últimos cincuenta años 0,6 grados, mientras que las precipitaciones ha experimentado un descenso del diez por ciento. Cada uno de los años de la serie 1981-2010 fue claramente más seco y cálido que los de la serie 1951-1980. Y todo indica que las fluctuaciones intra-estacionales del régimen termo-pluviométrico fueron más intensas durante el periodo 1981-2010.

## Demografía
Camaleño cuenta con una población de 972 habitantes (INE 2024).
| Gráfica de evolución demográfica de Camaleño entre 1842 y 2021 |
| |
| Población de derecho según los censos de población del INE Población de hecho según los censos de población del INEEntre el censo de 1877 y el anterior, crece el término del municipio porque incorpora a Espinamá |

## Administración y política

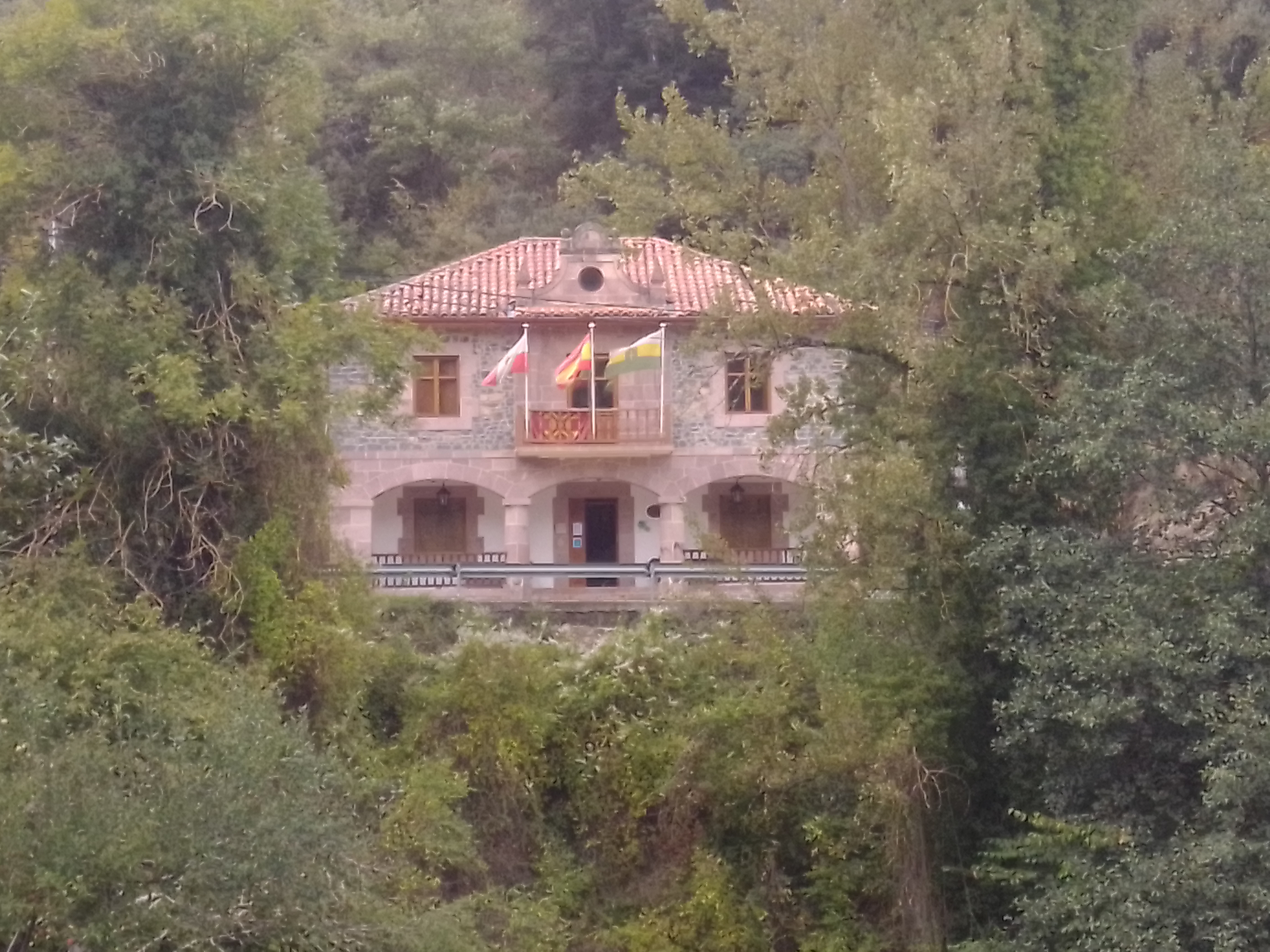
Ayuntamiento de Camaleño

### Gobierno municipal
El término municipal de Camaleño pertenece al partido judicial y a la Junta Electoral de Zona de San Vicente de la Barquera en ambos casos.
Las siguientes tablas muestran los resultados de las elecciones municipales celebradas desde el año 1979. Solo se incluyen aquellas formaciones políticas que han obtenido representación en el pleno municipal en alguno de los procesos electorales.
| Periodo   | Nombre                    | Partido | Partido                                    |
| --------- | ------------------------- | ------- | ------------------------------------------ |
| 1979-1983 | José Calvo Briz           |         | Unión de Centro Democrático (UCD)          |
| 1983-1987 | José Calvo Briz           |         | Alianza Popular (AP)                       |
| 1987-1991 | Juan Manuel Guerra García |         | Coalición Popular (CP)                     |
| 1991-1995 | Juan Manuel Guerra García |         | Unión para el Progreso de Cantabria (UPCA) |
| 1995-2003 | Jesús Celada Andrés       |         | Partido Popular (PP)                       |
| 2003-2011 | Juan Manuel Guerra García |         | Partido Regionalista de Cantabria (PRC)    |
| 2011-2023 | Óscar Caseres Alonso      |         | Partido Regionalista de Cantabria (PRC)    |

| Partido político | Partido político                                        | 2023  | 2023  | 2023       | 2019  | 2019  | 2019       | 2015  | 2015  | 2015       | 2011  | 2011  | 2011       | 2007  | 2007  | 2007       | 2003  | 2003  | 2003       | 1999  | 1999  | 1999       | 1995  | 1995  | 1995       | 1991  | 1991  | 1991       | 1987  | 1987  | 1987       | 1983  | 1983  | 1983       | 1979  | 1979  | 1979       |
| Partido político | Partido político                                        | Votos | %     | Concejales | Votos | %     | Concejales | Votos | %     | Concejales | Votos | %     | Concejales | Votos | %     | Concejales | Votos | %     | Concejales | Votos | %     | Concejales | Votos | %     | Concejales | Votos | %     | Concejales | Votos | %     | Concejales | Votos | %     | Concejales | Votos | %     | Concejales |
|                  | Partido Regionalista de Cantabria (PRC)                 | 393   | 55,66 | 4          | 441   | 64,85 | 5          | 404   | 54,08 | 5          | 338   | 42,46 | 4          | 335   | 39,93 | 4          | 352   | 40,84 | 4          | 18    | 2,05  | 0          | —     | —     | —          | 42    | 4,59  | 0          | 119   | 13,62 | 1          | 43    | 4,75  | 0          | —     | —     | —          |
|                  | Partido Popular (PP)-Alianza Popular (AP)               | 240   | 33,99 | 3          | 141   | 20,74 | 1          | 255   | 34,14 | 3          | 312   | 39,20 | 4          | 340   | 40,52 | 4          | 362   | 42,00 | 4          | 450   | 51,14 | 5          | 465   | 52,78 | 5          | 205   | 22,40 | 2          | 570   | 65,22 | 6          | 672   | 74,25 | 7          | —     | —     | —          |
|                  | Partido Socialista Obrero Español (PSOE)                | 37    | 5,24  | 0          | 87    | 12,79 | 1          | 82    | 10,98 | 1          | 37    | 4,65  | 0          | 154   | 18,36 | 1          | 123   | 14,27 | 1          | 106   | 12,05 | 1          | —     | —     | —          | 156   | 17,05 | 1          | 180   | 20,59 | 2          | 190   | 20,99 | 2          | 36    | 4,15  | 0          |
|                  | La Unión (LU)                                           | —     | —     | —          | —     | —     | —          | —     | —     | —          | 99    | 14,44 | 1          | —     | —     | —          | —     | —     | —          | —     | —     | —          | —     | —     | —          | —     | —     | —          | —     | —     | —          | —     | —     | —          | —     | —     | —          |
|                  | Unión para el Progreso de Cantabria (UPCA)              | —     | —     | —          | —     | —     | —          | —     | —     | —          | —     | —     | —          | —     | —     | —          | —     | —     | —          | 300   | 34,09 | 3          | 402   | 46,37 | 4          | 486   | 53,11 | 6          | —     | —     | —          | —     | —     | —          | —     | —     | —          |
|                  | Unión de Centro Democrático (UCD)                       | —     | —     | —          | —     | —     | —          | —     | —     | —          | —     | —     | —          | —     | —     | —          | —     | —     | —          | —     | —     | —          | —     | —     | —          | —     | —     | —          | —     | —     | —          | —     | —     | —          | 618   | 71,28 | 7          |
|                  | Agrupación Independiente de Derechas de Camaleño (AIDC) | —     | —     | —          | —     | —     | —          | —     | —     | —          | —     | —     | —          | —     | —     | —          | —     | —     | —          | —     | —     | —          | —     | —     | —          | —     | —     | —          | —     | —     | —          | —     | —     | —          | 213   | 24,57 | 2          |

### Organización territorial
Camaleño es asimismo el nombre de la capital del municipio. Se encuentra a la orilla del río Deva, a una altitud de 380 m s. n. m. Dista 125 kilómetros de la capital autonómica. Celebra la festividad de la Virgen del Pilar (12 de octubre), con una feria de ganado. De su arquitectura destaca la casa de los Gómez de Enterría. Puede verse un hórreo bien conservado y una ermita muy rústica.
| - Areños, 40 hab. (INE, 2024) - Argüébanes, 41 hab. - Bárcena, 16 hab. - Baró, 18 hab. - Beares, 0 hab. - Besoy, 6 hab. - Bodia, 5 hab. - Brez, 30 hab. - Camaleño (Capital), 50 hab. - Congarna, 10 hab. - Cosgaya, 50 hab. | - Enterría, 0 hab. - Espinama, 90 hab. - La Frecha, 19 hab. - Fuente Dé, 11 hab. - Las Ilces, 13 hab. - Lon, 54 hab. - Los Llanos, 28 hab. - Llaves, 16 hab. - Mieses, 38 hab. - Mogrovejo, 40 hab. - La Molina, 33 hab. | - Pembes, 47 hab. - Pido, 102 hab. - Quintana, 5 hab. - Redo, 34 hab. - San Pelayo, 17 hab. - Santo Toribio, 4 hab. - Sebrango, 1 hab. - Tanarrio, 38 hab. - Treviño, 11 hab. - Turieno, 100 hab. - Vallejo, 5 hab. |

## Economía

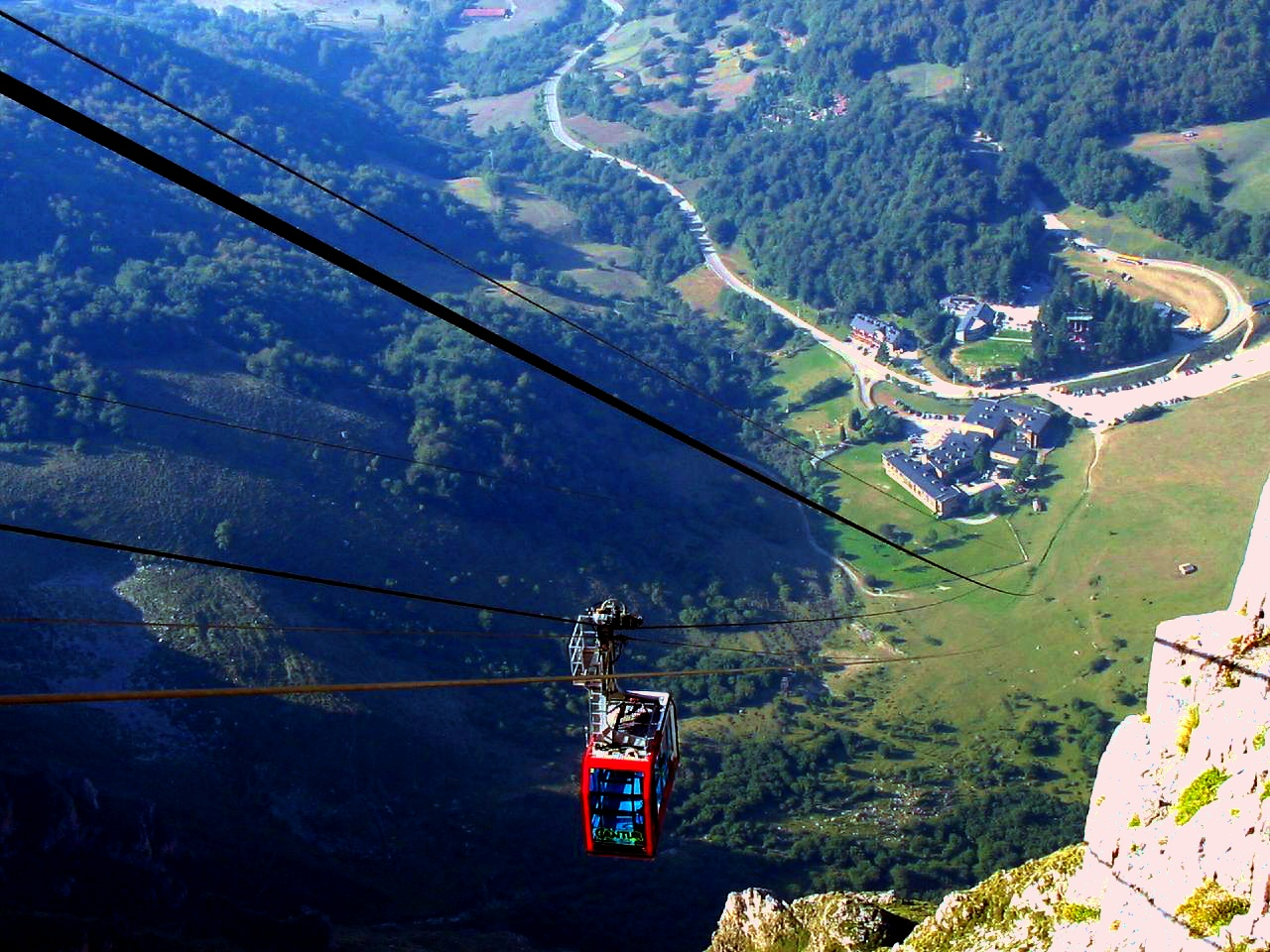
Teleférico de Fuente Dé

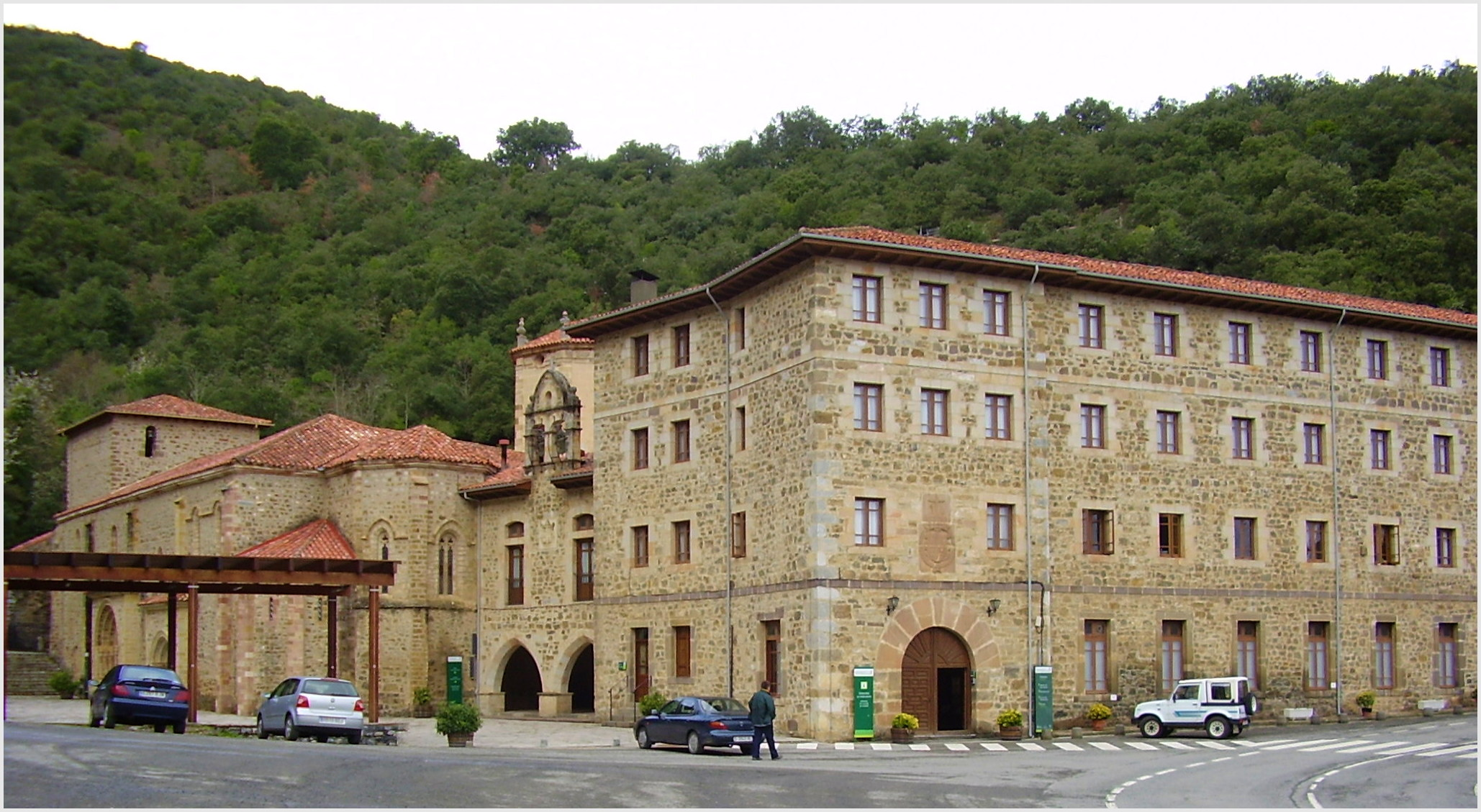
Monasterio de Santo Toribio de Liébana

Las actividades económicas principales de Camaleño son la ganadería, la agricultura y también el sector servicios debido a la gran cantidad de visitantes que esta zona recibe gracias a su situación en el parque nacional de los Picos de Europa, a su gastronomía y a su patrimonio artístico, entre otros atractivos.
De la actividad ganadera se obtienen los Quesucos de Liébana con Denominación de Origen y para la fabricación de orujo lebaniego se recolecta té del puerto, en los puertos de Áliva (Picos de Europa) a donde se sube en el popular teleférico de Fuente Dé.

## Patrimonio
Tres son los bienes de interés cultural de este municipio:
- Monasterio de Santo Toribio de Liébana, en Santo Toribio, con categoría de monumento.[10]
- Lugar de Mogrovejo, con categoría de conjunto histórico.[11]
- Ruta Lebaniega, que enlaza el Camino de Santiago de la costa con el Camino Francés, con categoría de "otros" y que afecta, además de este, a los siguientes municipios: San Vicente de la Barquera, Val de San Vicente, Herrerías, Lamasón, Cillorigo de Liébana, Potes, Cabezón de Liébana y Vega de Liébana.